# Uromyces graminicola
Uromyces graminicola ist eine Ständerpilzart aus der Ordnung der Rostpilze (Pucciniales). Der Pilz ist ein Endoparasit von Wolfsmilchgewächsen sowie von Panicum-Süßgräsern. Symptome des Befalls durch die Art sind Rostflecken und Pusteln auf den Blattoberflächen der Wirtspflanzen. Sie kommt im südlichen Nordamerika vor.

## Merkmale

### Makroskopische Merkmale
Uromyces graminicola ist mit bloßem Auge nur anhand der auf der Oberfläche des Wirtes hervortretenden Sporenlager zu erkennen. Sie wachsen in Nestern, die als gelbliche bis braune Flecken und Pusteln auf den Blattoberflächen erscheinen.

### Mikroskopische Merkmale
Das Myzel von Uromyces graminicola wächst wie bei allen Uromyces-Arten interzellulär und bildet Saugfäden, die in das Speichergewebe des Wirtes wachsen. Die Aecien der Art besitzen 20–32 × 16–23 µm große, hyaline Aeciosporen mit warziger Oberfläche. Die zimtbraunen Uredien des Pilzes wachsen beid- oder überwiegend oberseitig auf den Wirtsblättern. Ihre goldenen bis zimtbraunen Uredosporen sind 20–25 × 15–23 µm groß, breitellipsoid bis kugelig und stachelwarzig. Die Telien der Art sind schwarzbraun, pulverig und früh offenliegend. Die tief goldenen bis kastanienbraunen Teliosporen sind einzellig, in der Regel eckig eiförmig bis ellipsoid und 23–28 × 17–20 µm groß. Ihre Stiele sind farblos bis golden und bis zu 90 µm lang.

## Verbreitung
Das bekannte Verbreitungsgebiet von Uromyces graminicola reicht von Honduras bis in die südlichen USA.

## Ökologie
Die Wirtspflanzen von Uromyces graminicola sind für den Haplonten Wolfsmilchgewächse (Euphorbiaceae spp.) sowie diverse Panicum-Arten für den Dikaryonten. Der Pilz ernährt sich von den im Speichergewebe der Pflanzen vorhandenen Nährstoffen, seine Sporenlager brechen später durch die Blattoberfläche und setzen Sporen frei. Die Art verfügt über einen Entwicklungszyklus mit Spermogonien, Aecien, Telien und Uredien und vollzieht einen Wirtswechsel.